# インディアナ州女子刑務所
インディアナ州女子刑務所（Indiana Women’s Prison）は、アメリカ合衆国インディアナ州に所在する女子刑務所。1873年に国内初の女子刑務所として開所した。

## 基本情報
- 被収容者数：430人（2006年9月、インディアナ州矯正局資料[2]）
  - 白人：272人
  - 黒人：145人
  - ネイティブ・アメリカン：2人
  - ヒスパニック：9人
  - アジア・太平洋地域出身者：2人

## 参照
1. ↑  Rafter, Nicole Hahn. Partial Justice: Women, Prisons and Social Control. Transaction Publishers, 1990.
2. ↑  "Race of Employees and Inmates" statistics, Indiana Department of Corrections